# Bloodrock
Bloodrock was een Amerikaanse hardrockband, afkomstig in Fort Worth, Texas, die succes had tijdens de jaren 1970. De band ontstond uit het Fort Worth club- en muziekcircuit tijdens de vroege tot midden jaren 1970.

## Bezetting
- Ed Grundy[2] (basgitaar, zang)
- Jim Rutledge[3] (drums, zang)
- Lee Pickens[4] (gitaar)
- Nick Taylor[5] (gitaar, zang)
- Rick Cobb[6] (percussie, zang)
- Steve Hill[7] (keyboards, zang)
- Warren Ham[8] (zang, fluit, saxofoon)
- Dean Parks[9] (gitaar)

## Geschiedenis
Bloodrock werd oorspronkelijk geformeerd in Fort Worth in 1963 onder de naam Naturals. Deze eerste bezetting bevatte Jim Rutledge (drums/zang), Nick Taylor (gitaar/zang, 1946-2010), Ed Grundy (basgitaar/zang) en Dean Parks (gitaar). Ze brachten hun eerste single Hey Girl / I Want You (Rebel MME 1003) uit in 1965 . Kort daarna veranderden ze hun naam in Crowd + 1 en brachten ze de drie singles Mary Ann Regrets / Whatcha Tryin 'to Do to Me, Don't Hold Back / Try en Circles / Most Peculiar Things uit.
In 1967 verliet Parks Crowd +1 om de muzikale leider te worden voor The Sonny & Cher Show (het begin van een lange carrière als sessiemuzikant). Hij werd vervangen door Lee Pickens op gitaar. Het was ook in deze tijd dat Stevie Hill toetrad tot de band met keyboards en zang. Ze gingen verder als Crowd + 1 tot 1969 toen ze hun naam veranderden in Bloodrock, bedacht door Grand Funk Railroad manager/producent Terry Knight. Ze namen ook hun eerste album Bloodrock op onder Knight bij Capitol Records. Het album, uitgebracht in maart 1970, plaatste zich in de Billboard 200 hitlijst op nummer 160.
In 1970 verhuisde Rutledge van achter het drumstel en nam uitsluitend leadzangtaken op zich. Rick Cobb nam de percussieve taken over en voegde zijn stem ook toe aan de band. Deze bezetting nam hun volgende vier albums op: Bloodrock 2, Bloodrock 3, Bloodrock USA  en Bloodrock Live. Bloodrock opende voor Grand Funk Railroad tijdens de tournee van 1970.
Bloodrock 2 was hun meest succesvolle album met een piek op nummer 21 in de Billboard Pop Album Chart in 1971, meestal op basis van hun single D.O.A., die nummer 36 bereikte in de Billboard Hot 100 hitlijst op 6 maart 1971. D.O.A. gaf de band ook aanzienlijke regionale bekendheid in het zuidwesten en westen, met name in Texas en Zuid-Californië. D.O.A. was waarschijnlijk de bekendste en meest herinnerde single van de band. Sommige radiostations zouden het nummer echter niet afspelen vanwege het gebruik van sirenes. De zorg was dat het sirenegeluid automobilisten in verwarring zou brengen. De motivatie voor het schrijven van dit lied werd in 2005 uitgelegd door gitarist Lee Pickens. Toen ik 17 was, wilde ik piloot worden, zei Pickens. Ik was net uit dit vliegtuig met een vriend van mij, op dit kleine vliegveld en ik zag hem opstijgen. Hij ging ongeveer 200 voet in de lucht, rolde en stortte neer. De band besloot een nummer rond het incident te schrijven en op te nemen op hun tweede album.
In 1972 vertrok Lee Pickens om de Lee Pickens Group te vormen en bracht in 1973 het album LPG uit bij Capitol Records. Jim Rutledge verliet ook Bloodrock in 1972 en bracht later in 1976 het soloalbum Hooray for Good Times uit bij Capitol Records. Bloodrock verving Rutledge op zang en gitaar door Warren Ham op zang, fluit en saxofoon. Stevie Hill op keyboards paste zich aan aan de aanwezigheid van Ham door zijn eigen stijl te veranderen. Deze veranderingen in bezetting en stijl brachten het hardrockgeluid van de band in een lichtere richting, meer in de richting van progressieve rock, pop en jazz, waardoor sommige fans vervreemden. Met het volgende album Passage bezocht Bloodrock voor de laatste keer de hitlijsten. Het piekte op nummer 104 in de Billboard 200 in 1972. In 1973 verliet Rick Cobb de drums om te worden vervangen door Randy Reader. In deze bezetting werd het album Whirlwind Tongues (1974) opgenomen. Het einde van de weg voor Bloodrock kwam in 1975. Randy Reader verliet de band en het album Unspoken Words bleef onuitgebracht tot 2000, toen het werd opgenomen als onderdeel van de cd-publicatie Triptych (samen met Passage en Whirlwind Tongues). Unspoken Words bevatte Bill Ham (Warren's Brother) en Matt Betton.
Een reünieconcert met alle vijf leden van de oorspronkelijke bezetting (Jim Rutledge, Lee Pickens, Ed Grundy, Nick Taylor en Stevie Hill), plus Chris Taylor (zoon van Nick) in plaats van drummer Rick Cobb III van de klassieke bezetting met zes leden, werd gehouden op 12 maart 2005 in Fort Worth, ten behoeve van hun toetsenist Stevie Hill om te helpen met medische kosten in verband met zijn bestrijding van leukemie. Het reünieconcert werd gefilmd en uitgebracht op dvd. Stevie Hill overleed op 12 september 2013 aan leukemie.
De muziek van Bloodrock is voornamelijk gecategoriseerd als hardrock. Bloodrocks titelloze debuutalbum uit 1970 werd beschreven in de context van hardrock en vroege heavy metal door Donald A. Guarisco van AllMusic. Bloodrock 2 was niet zo morbide en zwaar en meer een hit van de hitlijsten, terwijl Bloodrock 3 en Bloodrock U.S.A. meer progressieve rockelementen bevatten. De bezettingswijzigingen van de band uit 1972 brachten hen in de richting van progrock, jazz en popmuziek.

## Discografie

### Singles
- 1970: Gotta Find A Way / Fatback (Capitol Records)
- 1971: D.O.A. / Children's Heritage (Capitol Records)
- 1971: D.O.A. / D.O.A. 7"single (Capitol Records)
- 1971: A Certain Kind / A Certain Kind (Capitol Records)
- 1971: A Certain Kind / You Gotta Roll (Capitol Records)
- 1971: D.O.A. / Castle Of Thoughts (Capitol Records)
- 1971: Lucky In The Morning ~ Children's Heritage / Jessica ~ Dier Not A Lover (label niet bekend)
- 1971: Jessica / You Gotta Roll (Capitol Records)
- 1971: Jessica / Jessica (Capitol Records)
- 1972: Rock & Roll Candy Man /Don't Eat The Children (Capitol Records)
- 1972: Erosion / Castle Of Thoughts (Capitol Records)
- 1972: Erosion/Erosion 7"single (Capitol Records)
- 1972: Help Is On The Way / Interview (Capitol Records)
- 1972: Passage: Help Is On The Way ~ The Power / Scottsman ~ Life Blood (label niet bekend)
- 1972: American Burn ~ Don't Eat The Children / Crazy 'bout You Babe ~ It's A Sad World (label niet bekend)
- 1973: Help Is On The Way / Thank You Daniel Elssberg (Capitol Records)
- 1973: Thank You Daniel Elssberg / Voices (Capitol Records)
- 1974: D.O.A. / Lucky In The Morning (Capitol Records)

### Studioalbums
- 1970: Bloodrock
- 1970: Bloodrock 2
- 1971: Bloodrock 3
- 1971: Bloodrock U.S.A.
- 1972: Passage
- 1974: Whirlwind Tongues

### Livealbums
- 1972: Bloodrock Live (2 lp's, dubbel 8-track, dubbelcassette) (Capitol Records)
- 2007: Another Amazing Adventure: The Bloodrock Reunion Concert (cd, eigen druk)

### Compilaties
- 1975: Bloodrock 'n' Roll (lp, 8-track, cassette (1989) (Capitol Records)
- 1976: Bloodrock - Hitroad (lp) (Sounds Superb)
- 1989: D.O.A. (Cassette) (Capitol Special Products)
- 2000: Triptych (2 cd's) (One Way)
- 2007: Two Originals - Passage & Whirlwind Tongues (cd) (Mason)

### Andere releases
- 2000 - Unspoken Words (als deel van de Triptych compilatie)
- 2013 - Bloodrock 2013 (door Jim Rutledge & John Nitzinger)